# Ніколас Фуентес
Ніколас Фуентес (ісп. Nicolás Fuentes, 20 грудня 1941, Мольєндо — 28 жовтня 2015) — перуанський футболіст, що грав на позиції лівого захисника. Виступав, зокрема, за клуб «Універсітаріо де Депортес», з яким став чотириразовим чемпіоном Перу, а також національну збірну Перу.

## Клубна кар'єра
У дорослому футболі дебютував 1961 року виступами за команду «Атлетіко Чалако», в якій провів три сезони.
Своєю грою за цю команду привернув увагу представників тренерського штабу клубу «Універсітаріо де Депортес», до складу якого приєднався 1964 року. Відіграв за команду з Ліми наступні сім сезонів своєї ігрової кар'єри. З цією командою він виграв 4 титули чемпіона Перу (1964, 1966, 1967, 1969). 
Згодом з 1971 по 1973 рік грав у складі команд «Дефенсор Ліма» та «Атлетіко Чалако», а завершив ігрову кар'єру у команді «Спортінг Крістал», за яку виступав протягом сезону 1974 року.

## Виступи за збірну
3 квітня 1965 року дебютував в офіційних іграх у складі національної збірної Перу в товариському матчі проти Парагваю (0:1).
У складі збірної був учасником чемпіонату світу 1970 року у Мексиці. У цьому турнірі він зіграв у всіх трьох матчах групового етапу, а також у програному чвертьфіналі проти майбутніх переможців турніру збірної Бразилії (2:4).
Загалом протягом кар'єри у національній команді, яка тривала 7 років, провів у її формі 17 матчів..
Помер 28 жовтня 2015 року на 74-му році життя через хворобу легенів.

## Титули і досягнення
- Чемпіон Перу (5):

«Універсітаріо де Депортес»: 1964, 1966, 1967, 1969
«Дефенсор Ліма»: 1973